# Belle Isle (Windermere)
Belle Isle ist die größte von 18 Inseln im Lake Windermere im englischen Lake District und die einzige, die jemals bewohnt wurde. Sie ist rund 1,5 km lang.
Der römische Gouverneur von Ambleside baute eine Villa auf der Insel. Während des Englischen Bürgerkriegs diente sie den Royalisten als Stützpunkt. Lange wurde die Insel nur „Great Island“ (Große Insel) genannt, aber nachdem sie von privater Seite erworben wurde, in Belle Isle umbenannt.